# Batalla de Coronea (394 a. C.)
La batalla de Coronea de 394 a. C. fue una batalla de la guerra de Corinto en la que se enfrentaron Esparta y sus aliados, comandados por el rey espartano Agesilao II, contra una fuerza de tebanos y argivos que intentaban bloquear su marcha hacia el Peloponeso. La batalla terminó en victoria espartana.

## Preludio
La guerra de Corinto comenzó en 395 a. C. cuanto Tebas, Argos, Corinto y Atenas, junto con el apoyo y la financiación de Persia, se unieron para oponerse a la intervención de Esparta en Lócrida y Fócida. Al comienzo de la guerra, Agesilao se encontraba en Jonia, en campaña contra los persas. Cuando comenzaron las hostilidades, fue llamado de nuevo a Esparta, y comenzó una marcha tierra adentro a través de Tracia y la Grecia central hacia el Peloponeso. Al entrar en Beocia se encontró con la oposición de una fuerza compuesta principalmente por tebanos, sus aliados beocios y argivos.
Las fuerzas de Agesilao estaban compuestas de un regimiento y medio de espartiatas, aumentados con la fuerza de los hilotas liberados, y una fuerza considerables de tropas aliadas del Peloponeso y de Jonia. Enfrente se encontró, cerca del monte Helicón, un ejército formado por beocios, atenienses, argivos, corintios, eubeos y locrios. En total, los aliados podrían tener unos 20 000 hoplitas, mientras que Agesilao podía contar con unos 15 000. Las fuerzas de caballería de ambos bandos serían parecidas, pero Agesilao tenía sustancialmente más peltastas.
Antes de la batalla, algunos de los miembros del ejército de Agesilao se encontraban preocupados por un presagio del que habían sido testigos unos días antes, cuando el sol apareció en forma creciente. Para darles seguridad, Agesilao primero les recordó la reciente victoria espartana en Nemea y luego les dijo que el navarca espartano Pisandro había muerto en una victoria contra la flota persa. De hecho, Agesilao sabía que había muerto en una aplastante derrota en la batalla de Cnidos, aunque su mentira sirvió para aumentar la moral de sus tropas antes de la batalla.
La derrota de Nemea, por otra parte, pesaba en los argivos y corintios. Los atenienses tampoco tenían la moral muy alta: estaban demasiado familiarizados con los altibajos de su anterior larga y desastrosa guerra contra Esparta en la guerra del Peloponeso, y con la facilidad persa de cambiar de bando según sus intereses. Solo los beocios parecían estar confiados en conseguir la victoria.

## La batalla
A medida que los ejércitos se aproximaban, Agesilao comandaba él mismo el extremo derecho del ejército, formado por los espartanos. A su lado se encontraban los veteranos de los Diez Mil, luego los griegos de Asia Menor, luego los focidios y los orcomenios en el extremo izquierdo. Los tebanos se enfrentaron a los orcomenios y los argivos a los espartanos. 
Ambos ejércitos avanzaron en silencio total. A unas 200 yardas de distancia, los tebanos gritaron su grito de guerra y se lanzaron en una carga. A unas 100 yardas los veteranos de los Diez Mil, comandados por Herípidas, y los griegos asiáticos cargaron contra las tropas que tenían enfrente y pronto envolvieron a sus enemigos.
Entre los argivos cundió el pánico antes de que los espartanos comandados por Agesilao pudieran siquiera llegar a ellos. Huyeron hacia el monte.
Los mercenarios cercanos a Agesilao asumieron que la batalla había acabado e incluso ofrecieron una condecoración al rey para conmemorar su victoria. Justo entonces llegaron noticias del otro flanco: los tebanos habían roto las filas de los orcomenios y estaban encima de los carruajes con los suministros, arramblando con el botín que traían de Asia. Nada más enterarse, Agesilao hizo girar su falange inmediatamente y se dirigió contra ellos, momento en el que los tebanos se dieron cuenta de que sus aliados habían huido. Formaron con la idea desesperada de romper las filas de Agesilao para unirse en el monte con el resto del ejército.
Agesilao decidió poner su falange directamente en su camino en lugar de intentar alcanzarles por detrás o por el flanco, posiblemente influido por su animosidad contra los tebanos, y lo que ocurrió fue uno de los peores baños de sangre de la historia de las batallas de hoplitas. Jenofonte lo describió: «Escudo apretado contra escudo luchaban, mataban y morían a cambio». Al final unos pocos tebanos lograron llegar hasta el monte pero, en palabras de Jenofonte, «muchos otros murieron en el camino».

## Eventos posteriores
Agesilao fue herido en la batalla y tuvo que ser llevado de vuelta a la falange. Ahí llegó la caballería y le informó de que unos 80 hombres se habían refugiado en un templo cercano. Agesilao ordenó que fueran perdonados y que se les permitiera ir a dónde quisieran.
La mañana siguiente, Agesilao ordenó al polemarca Gilis que hiciese formar el ejército y repartió condecoraciones al valor. Recibió a una delegación tebana y les permitió recoger a sus muertos. El ejército luego se retiró a Fócida y a la Lócrida, en dónde el polemarca Gilis murió.
Según Diodoro Sículo, murieron más de 600 beocios y sus aliados, y los espartanos perdieron 350 hombres.